# آنا بوروویتس
آنا بوروویتس (لهستانی: Anna Borowiec؛ زادهٔ ۷ ژانویه ۱۹۳۷) بازیگر اهل لهستان است.
از فیلم‌ها یا مجموعه‌های تلویزیونی که وی در آن‌ها نقش داشته‌است، می‌توان به مادران، قانون حقیقی، دوران افتخار، در خوشی و سختی، عشق بزرگ کوچک، رنگ‌های خوشبختی، ع چون عشق، ماگدا ام.، عشق اول و طایفه اشاره نمود.